# Ambiegna
Ambiegna es una comuna francesa del departamento de Córcega del Sur, en la colectividad territorial de Córcega.

## Demografía
| abs. | 96 | 103 | 120 | 132 | 130 | 119 | 135 | 136 | 128 | 130 | 138 | 144 | 158 | 141 | 116 | 120 | 140 | 160 | 151 | 115 | 98 | 97 | 102 | 102 | 90 | 89 | 89 | 79 | 59 | 48 | 43 | 54 | 63 | 68 |
| Para los censos de 1962 a 1999 la población legal corresponde a la población sin duplicidades (Fuente: INSEE [Consultar]) |    |     |     |     |     |     |     |     |     |     |     |     |     |     |     |     |     |     |     |     |    |    |     |     |    |    |    |    |    |    |    |    |    |    |